# Grande-Rivière
Grande-Rivière è un comune francese di 433 abitanti situato nel dipartimento del Giura nella regione della Borgogna-Franca Contea.

## Società

### Evoluzione demografica
Abitanti censiti